# Julius Evelt
Julius Evelt (* 25. Juli 1823 in Dorsten; † 1. April 1879 in Paderborn) war ein Autor und Professor für Kirchengeschichte und Patrologie an der philosophisch-theologischen Lehranstalt in Paderborn.

## Geschichte
Julius Evelt war der Sohn eines Gerichtsdirektors. Er besuchte in Dorsten das Progymnasium und wechselte dann zum Gymnasium Petrinum nach Recklinghausen. Anschließend studierte er Theologie zunächst in Münster und Bonn. In Freiburg promoviert er am 31. Juli 1847 zum Doktor der Theologie. Nach dem Empfang der Priesterweihe am 18. September 1847 in Münster wirkte er zwei Jahre in Dorsten als Vikar. Danach war er als Religionslehrer und Kaplan in Duisburg tätig. Am 19. April 1851 erhielt er die Berufung zum Professor für Kirchengeschichte und Patrologie an der philosophisch-theologischen Lehranstalt in Paderborn. Julius Evelt verstarb im Alter von 55 Jahren in Paderborn.

## Schriften (Auswahl)
- De vita, morte et resurrectione. Verlag Ferdinand Schöningh, Paderborn 1851, Google-Books
- Ludolf von Suthem, Pfarrer im Hochstift Paderborn und dessen Reise nach dem heiligen Lande. In: Zeitschrift für vaterländische Geschichte und Altertumskunde. Regensberg, Münster, Jg. 20 (1859), S. 1–22.
- Mittheilungen über einige gelehrte Westfalen vornehmlich aus der ersten Hälfte des fünfzehnten Jahrhunderts. In: Zeitschrift für vaterländische Geschichte und Altertumskunde. Regensberg, Münster, Jg. 21 (1861), S. 231–298.
- Eine Scene aus dem dreißigjährigen Kriege. Nach dem Manuskript der Theodoranischen Bibliothek zu Paderborn. In: Zeitschrift für vaterländische Geschichte und Altertumskunde. Regensberg, Münster, Jg. 22 (1862), S. 320–329.
- Über den Scholaster Franco von Meschede. In: Zeitschrift für vaterländische Geschichte und Altertumskunde. Regensberg, Münster, Jg. 23 (1863), S. 295–310.
- Das Mönchthum in seiner inneren Entwicklung und seiner kirchlichen Wirksamkeit bis auf den hl. Benedikt von Nursia. Junfermann, Paderborn 1863 (Digitalisat)
- Beiträge zur Geschichte der Stadt Dorsten und ihrer Nachbarschaft. In: Zeitschrift für vaterländische Geschichte und Altertumskunde. Regensberg, Münster
  - Erster Abschnitt. In: Jg. 23 (1863), S. 1–94.
  - Zweiter Abschnitt. In: Jg. 24 (1864), S. 87–196.
  - Dritter Abschnitt. In: Jg. 26 (1866) S. 63–176.
- Die Weihbischöfe von Paderborn. Nebst Nachrichten über andere stellvertretende Bischöfe. Verlag Ferdinand Schöningh, Paderborn 1869 (Digitalisat der UB Paderborn)